# Clement King Shorter

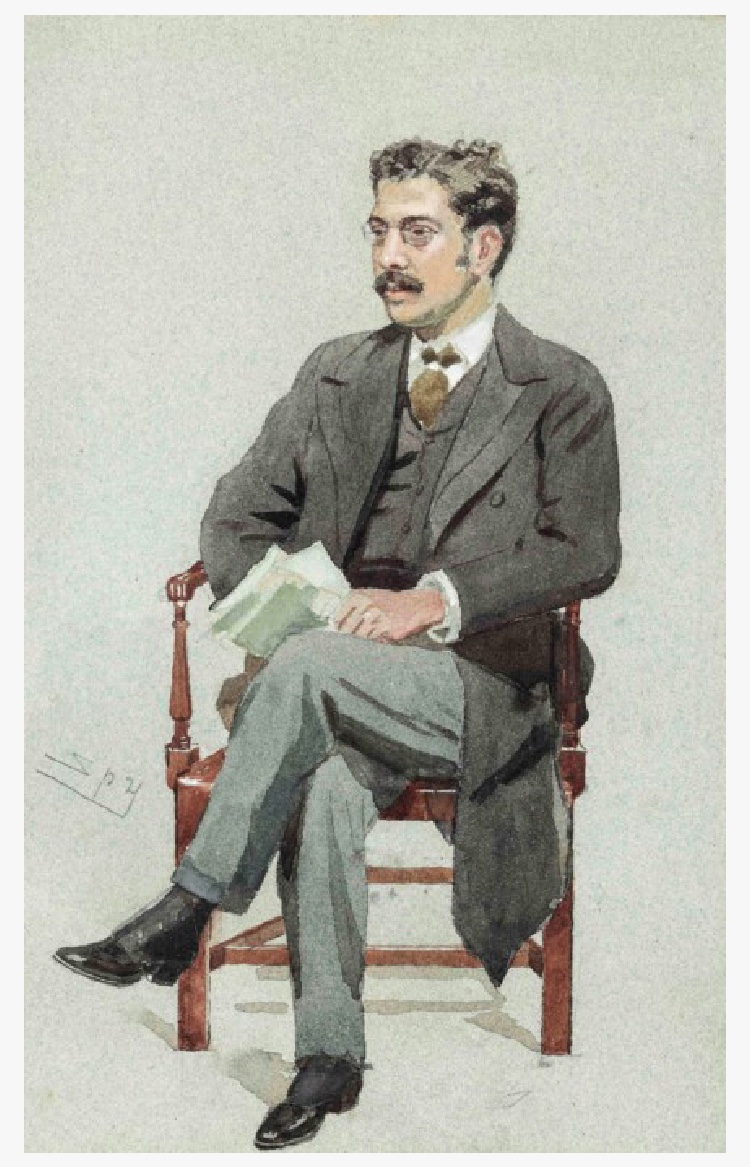
"Three Editors"
Caricatura por Spy (Leslie Ward) no Vanity Fair, de dezembro de 1894

Clement King Shorter (19 de julho de 1857 - 19 de novembro de 1926) foi um jornalista e crítico literário britânico.

## Biografia
Clement Shorter nasceu em Londres, sendo o mais novo de três irmãos. Filho de Richard e Elizabeth Shorter, o jovem Clement frequentou a escola de 1863 a 1871 em Downham Market, no Norfolk. Ainda era um jovem rapaz quando o seu pai morreu em Melbourne, na Austrália, à procura de uma vida melhor para a sua jovem família.
Quando terminou a escola, Shorter passou 4 anos a trabalhar para diversas livrarias e editoras em Paternoster Row, Londres. Em 1877 trabalhou como escriturário em Somerset House.
Shorter casou-se duas vezes, primeiro com Dora Sigerson, uma poetisa irlandesa, com quem se casou em 1896 e que faleceu em 1918, e pela segunda vez em 1920 com Annie Doris Banfield, uma mulher de Penzance, falecida a 19 de novembro de 1926.

## Carreira

### Jornalismo
A carreira de Shorter como jornalista iniciou-se em 1888 quando começou a trabalhar com sub-editor para o Penny Illustrated Paper. Na época também escrevia uma coluna semanal sobre livros para o "The Star" londrino. Por volta de 1890 desistiu da sua posição com escriturário em Somerset House para se dedicar ao jornalismo.
Em 1891 tornou-se editor do The Illustrated London News. Em 1893 fundou a "Sketch". Em 1900 fundou o "The Sphere", um jornal em que foi o editor até à sua morte em 1926. Durante esse período, Shorter sempre escreveu sua coluna semanal "A Literary Letter."
Adicionalmente à fundação do "Sketch" e do "The Sphere", criou também o The Tatler.

### Como autor, crítico literário e coleccionador
É difícil separar a carreira de Shorter como autor e crítico de seu passatempo como coleccionador de manuscritos, livros e outros materiais relacionados com seus escritores preferidos.Era um ávido coleccionador, principalmente sobre os trabalhos das irmãs Brontë. Essa coleção e investigação levou a um dos seus mais conhecidos trabalhos, incluindo dois livros sobre Charlotte Brontë, e dois livros sobre a família Brontë. Em 1899 editou The Life of Charlotte Brontë de Elizabeth Gaskell. O próprio trabalho de Shorter sobre crítica literária inclui The Brontës and their Circle (1896), Immortal Memories (1907), The Brontës: Life and Letters (1908), e George Borrow and his Circle (1913).
Shorter também escreveu vários livros sobre Napoleão, dois sobre George Borrow, assim como ensaios. O seu último trabalho publicado foi C. K. S.: an Autobiography, editado por J.M.Bullocj e publicado em 1927 a título póstumo.